# 36 i 6
36 i 6 – jedyny album zespołu ZanderHaus wydany w 1997 roku nakładem wydawnictwa Rubicon.

## Lista utworów
1. „Zła krew” – 3:58
2. „Do Ciebie wciąż płynę” – 3:51
3. „36 i 6” – 4:17
4. „Fantom” – 3:57
5. „Mr. Harley” – 3:51
6. „Brzydkie dzieci” – 4:12
7. „Demon władzy” – 3:44
8. „Byleś była moja” – 3:40
9. „Zapomniany sekret” – 5:50
10. „C.D.N.” – 4:11
11. „My, ludzie z Atlantydy” – 3:26
12. „Zanderhaus (instr.)” – 4:01
13. „Brzydkie dzieci (akust.)” – 3:56

## Skład
- Janusz Radek – wokale, wokal solo
- Piotr Zander – gitary, gitara solowa
- Artur Malik – perkusja
- Tomasz Martynski – gitara basowa
- Robert Docew – instrumenty klawiszowe

Gościnnie na płycie wystąpili:
- Krzysztof Czub – partie perkusyjne
- Robert Chojnacki – saksofon
- Mali Abu Dada – rap

## Autorzy
- muzyka – Piotr Zander
- teksty – Andrzej Mogielnicki
- realizacja dźwięku – Krzysztof Czub
- zdjęcia – Mecenart, Igor Silski, Tamara Czernik
- opr. graficzne – Lechosław Carnelli